# Dyugidzhan
Dyugidzhan (persiska: دوگیجان, دوكيجان, Dūgījān, دُوَيجان, دوكجان) är en ort i Iran.   Den ligger i provinsen Östazarbaijan, i den nordvästra delen av landet, 600 km nordväst om huvudstaden Teheran. Dyugidzhan ligger 2 123 meter över havet och antalet invånare är 895.
Terrängen runt Dyugidzhan är huvudsakligen kuperad, men åt nordost är den bergig.Runt Dyugidzhan är det ganska tätbefolkat, med 70 invånare per kvadratkilometer. Dyugidzhan är det största samhället i trakten. Trakten runt Dyugidzhan består i huvudsak av gräsmarker.